# Rajgadh
Rajgadh (en népalais : राजगढ) est un comité de développement villageois du Népal situé dans le district de Jhapa. Au recensement de 2011, il comptait 15 690 habitants.